# Acerodon
Acerodon és un gènere de megaquiròpters de la subfamília dels pteropodins. Conté cinc espècies, que viuen als boscos del sud-est asiàtic i que, llevat d'una, estan en perill d'extinció. Són parents propers del gènere Pteropus.

## Taxonomia
Gènere Acerodon
- Guineu voladora de les Cèlebes, Acerodon celebensis
- Guineu voladora de les illes Talaud, Acerodon humilis
- Guineu voladora de les Filipines, Acerodon jubatus
- Guineu voladora de l'illa Busuanga, Acerodon leucotis
- Guineu voladora de Macklot, Acerodon mackloti